# 227
227（二百二十七、にひゃくにじゅうなな）は自然数、また整数において、226の次で228の前の数である。

## 性質
- 49番目の素数であり、1つ前は223、次は229。
  - 約数の和は228。
- 227と229は16番目の双子素数である。1つ前は(197, 199)、次は(239, 241)。
- 227 = 227 + 0 × ω (ωは1の虚立方根)
  - a + 0 × ω (a > 0) で表される25番目のアイゼンシュタイン素数である。1つ前は197、次は233。
- 227 = 227 + 0 × i (iは虚数単位)
  - a + 0 × i (a > 0) で表される27番目のガウス素数である。1つ前は223、次は239。
  - ガウス素数かつアイゼンシュタイン素数である12番目の素数。1つ前は191、次は239。
- 11番目の安全素数である。1つ前は179、次は263。
- 14番目の 8n + 3 型の素数である。この類の素数は x2 + 2y2 と表せるが、227 = 152 + 2 × 12 である。1つ前は211、次は251。
- すべての桁が素数である24番目の数である。1つ前は225、次は232。(オンライン整数列大辞典の数列 A046034)
  - すべての桁が素数で素数になる10番目の数である。1つ前は223、次は233。(オンライン整数列大辞典の数列 A019546)
  - 2 と 7 を使った最小の素数である。次は277。ただし単独使用を可とするなら1つ前は7。(オンライン整数列大辞典の数列 A020459)
    - a = 2 、b = 7 のときの a…ab の形で表せる28番目の素数である。1つ前は223、次は229。(オンライン整数列大辞典の数列 A062353)
    - 2…27 の形の最小の素数である。次は222222227。(オンライン整数列大辞典の数列 A093167)
- 末尾の2桁が27の2番目の素数である。1つ前は127、次は727。(オンライン整数列大辞典の数列 A268860)
- 227 = (2 + 3 + 5 + 7) + (2 × 3 × 5 × 7)
  - 227は最初の4つの素数の総和と総乗の和で表せる4番目の数である。1つ前は40、次は2338。(オンライン整数列大辞典の数列 A228190)
  - 最初からの連続素数の総和と総乗の和で表せる2番目の素数である。1つ前は11、次は30071。(オンライン整数列大辞典の数列 A120850)
- 各位の和が11になる20番目の数である。1つ前は218、次は236。
  - 各位の和が11になる数で素数になる7番目の数である。1つ前は191、次は263。(オンライン整数列大辞典の数列 A106754)
  - 各位の和が素数になる素数で、自身を作る数すべてが素数になる7番目の数である。1つ前は223、次は337。(オンライン整数列大辞典の数列 A062088)
- 各位の平方和が57になる最小の数である。次は272。(オンライン整数列大辞典の数列 A003132)
  - 各位の平方和が n になる最小の数である。1つ前の56は246、次の58は37。(オンライン整数列大辞典の数列 A055016)
- 各位の立方和が359になる最小の数である。次は272。(オンライン整数列大辞典の数列 A055012)
  - 各位の立方和が n になる最小の数である。1つ前の358は12256、次の360は1227。(オンライン整数列大辞典の数列 A165370)
- 227 = 12 + 12 + 152 = 32 + 72 + 132 = 52 + 92 + 112
  - 3つの平方数の和3通りで表せる27番目の数である。1つ前は225、次は233。(オンライン整数列大辞典の数列 A025323)
  - 227 = 32 + 72 + 132 = 52 + 92 + 112
    - 異なる3つの平方数の和2通りで表せる36番目の数である。1つ前は225、次は229。(オンライン整数列大辞典の数列 A025340)

## その他 227 に関連すること
- 年始から数えて227日目は8月15日。(閏年は8月14日) この日は第二次世界大戦終戦記念日である。
- 西暦227年
- 第227代ローマ教皇はシクストゥス5世（在位：1585年4月24日～1590年8月27日）である。
- JR西日本227系電車 - 2014年（平成26年）に登場した、西日本旅客鉄道（JR西日本）の電車。
- 22/7 (アイドルグループ) - 日本の女性音楽ユニット。